# Верхні Терми
Верхні Терми́ (рос. Верхние Термы, башк. Үрге Тирмә) — село у складі Чишминського району Башкортостану, Росія. Входить до складу Єремієвської сільської ради.
Населення — 303 особи (2010; 356 в 2002).
Національний склад:
- татари — 79 %